# Тактакишвили, Шалва Михайлович
Шалва́ Миха́йлович Тактакишви́ли (груз. შალვა მიხეილის ძე თაქთაქიშვილი; 14 (27) августа 1900, село Квемо-Хвити, Горийский уезд, Тифлисская губерния, ныне Грузия — 18 июля 1965, Тбилиси, Грузинская ССР, ныне Грузия) — грузинский композитор, дирижёр и педагог. Заслуженный деятель искусств Грузинской ССР (1941).

## Биография
В 1922 году стал одним из основателей «Общества молодых музыкантов Грузии». В 1928 году окончил Тифлисскую консерваторию по классу профессора Сергея Бархударяна (композиция). Выступал как концертирующий скрипач. В 1928—1933 годах — один из основателей, преподаватель и директор Музыкального училища в Батуми. В 1934—1938 годах — художественный руководитель и дирижёр хорового ансамбля радио Тбилиси. В 1938—1939 годах — художественный руководитель Ансамбля красноармейской песни и пляски Закавказского военного округа. С 1952 года — дирижёр Государственной капеллы Грузинской ССР. С 1937 года — преподаватель Тбилисской консерватории (с 1941 года профессор); в 1937—1939 годах вёл оперный класс, а с 1951 года — дирижёр оперной студии при Консерватории. Писал романсы; занимался обработками народных песен.
Похоронен в Дидубийском пантеоне.

## Сочинения
- опера-сказка «Мир цветов» (1922, Тбилиси)
- детская опера «Первое мая» (1924, Тбилиси)
- детская опера «Осень» (1925, Тбилиси)
- детская опера «Рассвет» (1932, Тбилиси)
- опера «Депутат» (1939, Тбилиси)
- опера «Отарова вдова» (1942, Тбилиси, по одноимённой повести классика грузинской литературы Ильи Чавчавадзе)
- балет «Малтаква» (1938, Тбилиси)
- квартет для 2-х скрипок, альта и виолончели № 1 (1931)
- квартет для 2-х скрипок, альта и виолончели № 2 (1933)
- Танцевальная сюита (1946)
- симфоническая поэма «1905 год» (1931)
- фортепианное трио № 1 (1944)
- фортепианное трио № 2 (1946)

## Награды
- 1941 — Заслуженный деятель искусств Грузинской ССР